# Street Food Battle
Street Food Battle è stato un programma televisivo culinario italiano presentato da Simone Rugiati e con Ludovica Frasca, in onda dal 12 ottobre 2017 in seconda serata su Italia 1.
Il food truck vincitore della prima edizione è Zibo cuochi itineranti.
Il food truck vincitore della seconda edizione è Picanhas Cube.

## Il programma
Il programma nella prima edizione vede 16 food trucker in gara, in gruppi di 2 (8 concorrenti), in cui dovranno mettere in gioco la propria maestria per dimostrare di essere i migliori. Ognuno di loro dovrà distinguersi per l’unicità dei piatti proposti, un design colorato, la ricerca e la qualità degli ingredienti, l’originalità del mezzo, la forza del concept e la capacità di innovare grandi classici o di mixare sapori lontani.
Alla fine il miglior food trucker riceverà come premio il ”Coca-Cola Street Food Award” e 50.000 € in gettoni d’oro.
Nella seconda edizione verranno scelti il migliore dei tre food truck delle 5 categorie in gara (Cucina Regionale, Pane e Pizza, Cucina Latina, Barbecue & Grill, Cucina Gourmet)  il miglior della sfida dovra poi sfidare "Gli Ammazza Piazza" (eccetto nella prima puntata), il vincitore della edizione riceverà come premio il ”Coca-Cola Street Food Award” e un favoloso nuovo truck vintage messo in palio dalla Elsa Group.

## Trasmissione
Il programma inizia giovedì 12 ottobre, mentre dalla 2ª puntata viene spostato e verrà messo in onda di domenica.
La seconda edizione del programma inizia il 7 ottobre, per 5 domeniche si vedranno sfidare tre Food  Truckers per ogni categoria, mentre la sesta domenica ci sarà la finale che decreterà il vincitore dell'edizione 2018.

## Edizioni
| Edizione | Periodo della trasmissione | Periodo della trasmissione | Puntate | Telespettatori | Share |
| -------- | -------------------------- | -------------------------- | ------- | -------------- | ----- |
| 1ª       | 12 ottobre 2017            | 19 novembre 2017           | 6       | 478.333        | 8,98% |
| 2ª       | 7 ottobre 2018             | 11 novembre 2018           | 6       |                |       |

## Ascolti
| Puntata       | Data             | Telespettatori | Share | Note  |
| 1             | 12 ottobre 2017  | 348.000        | 3,7%  | [ 2 ] |
| 2             | 22 ottobre 2017  | 482.000        | 9,3%  | [ 3 ] |
| 3             | 29 ottobre 2017  | 475.000        | 10,3% | [ 4 ] |
| 4             | 5 novembre 2017  | 552.000        | 10,2% | [ 5 ] |
| Semifinale    | 12 novembre 2017 | 518.000        | 10,4% | [ 6 ] |
| Finale        | 19 novembre 2017 | 495.000        | 10%   | [ 7 ] |
| Media auditel |                  | 478.333        | 8,98% |       |